# 2024년 동태평양 허리케인
이 문서에서는 2024년 동태평양 허리케인에 대해 기록하였다.

## 설명
- 활동 기간은 미국 날짜로 표시한다.

## 활동한 허리케인

### 동태평양

#### 제1호 허리케인 알레타
2024년 제1호 동태평양 허리케인 알레타 (REMAL)는 7월 4일 18시에 중심기압 1005hPa, 최대풍속 18m/s의 열대폭풍으로 멕시코 멕시코시티 남서쪽 약 810km 부근 해상에서 발생하였다. 발생 이후 추가 발달 없이 서북서~서남서진하며 이동하였고, 이후 계속 건조 공기 유입과 낮은 수온으로 인해 급속도로 약화가 진행되었으며 발달한 지 몇시간이 채 되지않았음에도 7월 5일 6시에 멕시코 멕시코시티 서남서쪽 약 990km 부근 해상에서 중심기압 1006hPa의 열대저기압으로 약화되었다고 발표하였다.

#### 제2호 허리케인 버드
2024년 제2호 동태평양 사이클론 버드 (BUD)는 7월 24일 18시에 중심기압 1007hPa, 최대풍속 18m/s의 열대폭풍으로 멕시코 멕시코시티 남서쪽 약 1385km 부근 해상에서 발생하였다. 발생 이후 북서쪽으로 이동하면서 발달하였고, 7월 25일 18시에 멕시코 멕시코시티 서남서쪽 약 1840km 부근 해상에서 중심기압 1000hPa, 최대풍속 26m/s의 열대폭풍으로 최성기를 맞이하였다. 최성기 이후 계속 북서진하면서 건조 공기 유입과 온대저기압화가 진행되기 시작해 약화가 진행되었고, 7월 26일 18시에 미국 캘리포니아 주 로스앤젤레스 남남서쪽 약 1660km 부근 해상에서 중심기압 1008hPa의 온대저기압으로 변질되었다고 발표하였다.

### 중태평양

#### 제1호 허리케인 호네
2024년 제1호 중태평양 허리케인 호네(HONE)은 8월 23일 0시에 중심기압 1005hPa, 최대풍속 17m/s의 열대폭풍으로 미국 하와이 주 호놀룰루 남동동쪽 1,805km 해상에서 발생하였다. 발생 이후 세력을 유지하며 서북서쪽으로 이동하던 중 급발달해 8월 25일 21시에 미국 하와이 주 카호올라웨 섬 남남서쪽 210km 해상에서 중심기압 988hPa, 최대풍속 39m/s의 카테고리 1등급의 허리케인으로 최성기를 맞이하였다. 최성기 이후 서북서진하면서 낮은 해수면 온도와 건조 공기 유입으로 미국 하와이 주 쿠알라푸우 섬 서남서쪽 1250km 해상에서 8월 30일 9시에 중심기압 1008hPa의 열대저기압으로 약화되었다고 발표되었다. 하지만 동쪽의 찬 공기가 접근해 다시 발달하였고 8월 31일 18시에 중심기압 1008hPa, 최대풍속 17m/s의 열대폭풍으로 미국 하와이 주 호놀룰루 북서쪽 1,420km 해상에서 재발생하였다. 이후 미미하게 발달해  8월 31일 21시에 미국 하와이 주 카호올라웨 섬 북북서쪽 1480km 해상에서 중심기압 1007hPa, 최대풍속 18m/s의 열대폭풍으로 2차 최성기를 맞이하였다. 이후 온대저기압화가 진행되어 미국 하와이 주 하와이 섬 서북서쪽 1700km 해상에서 9월 2일 3시에 중심기압 1007hPa의 온대저기압으로 변질되었다고 발표되었다.

## 같이 보기
- 2024년 태풍
- 2024년 북대서양 허리케인
- 2024년 북인도양 사이클론